# Nicanor Sagarduy Gonzalo
Nicanor Sagarduy Gonzalo, noto anche con lo pseudonimo di Canito (Barakaldo, 18 marzo 1931 – Barakaldo, 24 giugno 1998), è stato un calciatore spagnolo, di ruolo difensore.

## Carriera

### Club
Dopo aver cominciato nel settore giovanile del Barakaldo, passò all'Athletic Bilbao, debuttando in Primera División spagnola nella stagione 1948-49, nella partita Athletic Bilbao-Valladolid 7-2.
Quasi tutta la sua carriera si svolse con i baschi, fino al 1963, anno in cui passò all'Alaves, concludendo la carriera l'anno seguente.
Con i Rojiblancos  trascorse 15 stagioni in cui giocò 435 partite, delle quali 354 nella Liga vincendo un campionato e quattro coppe del Re, rimanendo negli annali del club basco come uno dei giocatori maggiormente presenti.

## Palmarès

### Competizioni nazionali
- Campionato spagnolo: 1

Athletic Bilbao: 1955-1956
- Coppa di Spagna: 4

Athletic Bilbao: 1950, 1955, 1956 e 1958